# ロベルト・アルバラード
ロベルト・カルロス・アルバラード・エルナンデス（Roberto Carlos Alvarado Hernández, 1998年9月7日 - ）は、メキシコ・グアナフアト州サラマンカ出身のサッカー選手。リーガMX・グアダラハラ所属。メキシコ代表。ポジションはフォワード。
メキシコの2部リーグであるリーガ・デ・アセンソにおいて、史上最年少でデビューした選手である。2013年から2017年までセラヤでプレーした。その後、リーガMXのパチューカとネカクサでプレーし、CONCACAFチャンピオンズリーグ2016-17とコパMX2018クラウスーラで優勝した。
U-21メキシコ代表としては、2018年のトゥーロン国際大会で2位となった。2018年9月7日、ウルグアイ代表戦でA代表デビューを果たした。

## クラブ経歴

### セラヤ
2013年9月25日、コパMXのテコス戦にギジェルモ・クレメンスとの交代で途中出場し、プロデビューを果たした。3日後、同じくテコス戦にレネ・イバン・ガルシアとの交代で途中出場し、リーグ戦初出場を果たした。この時、15歳21日だった。
2014年2月18日、コパMXのアトラス戦でプロ初ゴールを挙げた。2014年11月に、マンチェスター・ユナイテッドとサンダーランド、2015年1月にレスター・シティのトライアルを受けたが、不合格となった。アペルトゥーラ2016シーズン頃よりブレイクし、14試合6得点を記録してリーガMXのクラブからも注目されるようになった。

### パチューカ
2017年、クラウスーラ2017シーズンよりパチューカに移籍した。2017年3月3日、ティフアナ戦で0-1のビハインドの状況で移籍後初ゴールを挙げ、3-2での逆転勝利に貢献した。パチューカでのシーズンは、リーグ戦9試合に出場しなかったが、チームが優勝したCOCACAFチャンピオンズリーグでは2試合に出場した。

### ネカクサ
アペルトゥーラ2017シーズンの前に、エドソン・プッチとのトレードでネカクサに移籍した。2017年8月26日、アトラス戦で移籍後初ゴールを挙げてチームの勝利に貢献した。2018年4月14日、ロボスBUAP戦では、その試合唯一の得点を記録し、1-0での勝利に貢献した。クラウスーラ2018シーズンからはスタメンに定着した。コパMXのクラウスーラの決勝で、トルーカを破りチームは優勝を果たした。

### クルス・アスル
2018年5月21日、クルス・アスルに移籍した。7月21日、プエブラ戦でデビューすると、84分にミサエル・ドミンゲスと交代するまでプレーした。8月4日、ティグレスUANL戦で移籍後初ゴールを挙げた。8月18日、レオン戦では、3アシストを記録した。この活躍により、ESPNはアルバラードをまだ若いにも関わらず「クルス・アスルの先導者」と呼ぶ記事を掲載した。同じ週、スペインのマルカは、「天からの宝石」と呼んで活躍を称えるなど、センセーショナルを引き起こした。シーズンの半ばには、マスコミからリーグで最高のMFの1人であるとみなされた。11月、コパMXアペルトゥーラ決勝のモンテレイ戦に勝利し、優勝に貢献した。

### グアダラハラ
2021年12月26日、グアダラハラに移籍した。2022年2月12日、ティグレスUANL戦で移籍後初ゴールを挙げた。

## 代表経歴

### U-21代表
2018年のトゥーロン国際大会に出場する代表メンバーに選出され、グループリーグのカタール代表戦、中国代表戦、決勝のイングランド代表戦で1得点ずつ記録し、得点ランキング2位となる3ゴールを挙げた。2018年の中央アメリカ・カリブ海競技大会の代表メンバーにも選出されたが、所属クラブのクルス・アスルが招集を拒否した。

### U-23代表
東京オリンピック・北中米カリブ海予選に出場し、5試合全試合に出場した。東京オリンピックのメンバーにも選出され、銅メダルを獲得した。

### A代表
2018年8月29日、ウルグアイ代表とアメリカ代表との親善試合に向けたメキシコ代表に初招集を受けた。9月7日のウルグアイ代表戦でアラン・プリードとの交代で出場し、代表デビューを果たした。
2019年5月、ヘラルド・マルティーノ監督により2019 CONCACAFゴールドカップに出場するメキシコ代表の予備リストに含められた。6月5日、ベネズエラ代表戦で代表初ゴールを挙げた。翌日、ゴールドカップに出場するメキシコ代表に最終リストに含められた。大会では全試合に出場し、優勝に貢献した。

## 人物・エピソード
名前は、ブラジル代表のロベルト・カルロス及びその同名の歌手から名付けられた。
憧れの選手である元アルゼンチン代表のクラウディオ・ロペスにちなんで、「エル・ピオホ」の愛称で呼ばれている。

## 代表歴

### 出場大会
- メキシコ代表
  - 2022 FIFAワールドカップ

### 試合数
- 国際Aマッチ 44試合 5得点（2018年-）[32]

| メキシコ代表 | 国際Aマッチ | 国際Aマッチ |
| 年           | 出場        | 得点        |
| ------------ | ----------- | ----------- |
| 2018         | 5           | 0           |
| 2019         | 13          | 3           |
| 2020         | 2           | 0           |
| 2021         | 6           | 1           |
| 2022         | 7           | 0           |
| 2023         | 11          | 1           |
| 2024         |             |             |
| 通算         | 44          | 5           |

## タイトル

### クラブ
パチューカ
- CONCACAFチャンピオンズリーグ: 2016-17

ネカクサ
- コパMX: クラウスーラ2018

クルス・アスル
- リーガMX: ガーディアンズ2021
- コパMX: アペルトゥーラ2018
- スーペルコパMX: 2019
- リーグスカップ: 2019

### 代表
メキシコ U-23
- 夏季オリンピック 銅メダル: 2020[33]

メキシコ
- CONCACAFゴールドカップ: 2019, 2023